# Cruz de Jaramalla
Cruz de Jaramalla är en ort i Mexiko.   Den ligger i kommunen Tepalcingo och delstaten Morelos, i den sydöstra delen av landet, 90 km söder om huvudstaden Mexico City. Cruz de Jaramalla ligger 1 229 meter över havet och antalet invånare är 337.
Terrängen runt Cruz de Jaramalla är kuperad söderut, men norrut är den platt. Runt Cruz de Jaramalla är det ganska tätbefolkat, med 78 invånare per kvadratkilometer. Närmaste större samhälle är San Pedro Apatlaco, 19,3 km norr om Cruz de Jaramalla. I omgivningarna runt Cruz de Jaramalla växer huvudsakligen savannskog.